# Радјард (Монтана)
Радјард (енгл. Rudyard) насељено је место без административног статуса у америчкој савезној држави Монтана.

## Демографија
По попису из 2010. године број становника је 258, што је 17 (-6,2%) становника мање него 2000. године.
| Група             | 2000.       | 2010.       |
| Белци             | 269 (97,8%) | 239 (92,6%) |
| Афроамериканци    | 0 (0,0%)    | 3 (1,2%)    |
| Азијати           | 0 (0,0%)    | 0 (0,0%)    |
| Хиспаноамериканци | 1 (0,4%)    | 5 (1,9%)    |
| Укупно            | 275         | 258         |